# Parexcelsa ultraria
Parexcelsa ultraria là một loài bướm đêm trong họ Geometridae.